# Distancia de Fraunhofer
La distancia de Fraunhofer, llamada así por Joseph von Fraunhofer, es definida como:
{\displaystyle d={{2D^{2}} \over {\lambda }},}
donde D es la dimensión más grande del radiador (en el caso de una antena de espira, el diámetro) y {\displaystyle {\lambda }} es la longitud de onda de la onda de radio. Esta distancia proporciona el límite entre el campo cercano y lejano.